# Uranophora conchyliata
Uranophora conchyliata är en fjärilsart som beskrevs av Max Wilhelm Karl Draudt 1916. Uranophora conchyliata ingår i släktet Uranophora och familjen björnspinnare. Inga underarter finns listade i Catalogue of Life.